# Балка Молодецька
Балка Молодецька — ботанічний заказник місцевого значення. Об'єкт розташований на території Більмацького району Запорізької області, село Титове.
Площа — 15 га, статус отриманий у 1980 році.
Статус надано з метою збереження місць зростання лікарських рослин. Охороняється цілинна балка, де зростають кропива дводомна, підбіл звичайний, подорожник великий.